# Бейкер, Питер
Питер Бейкер (англ. Peter Baker; 10 декабря 1931, Лондон — 27 января 2016) — английский футболист, правый защитник. Известен игрой за «Тоттенхэм Хотспур», где провёл 299 матчей и забил 3 гола.

## Клубная карьера
В октябре 1952 года Бейкер перешёл из непрофессионального клуба «Энфилд» в профессиональный клуб «Тоттенхэм Хотспур». Поначалу не часто получал место в основном составе, но вскоре всё поменялось, и он уже играл в клубе ключевую роль. В сезоне 1960/61 лондонский клуб сделал золотой дубль: выиграл национальный чемпионат и национальный кубок. После сезона 1963/64 стал выходить на поле реже, а на его позиции выступал Сирил Ноулз. Сезон 1964/65 стал последним для Бейкера в составе «шпор». После он перебрался в ЮАР, где выступал за «Дурбан Юнайтед», а позже стал менеджером клуба.

## После футбола
После завершения карьеры футболиста он поселился в Дурбане (ЮАР), где имел канцелярский и офисный бизнес.
Был включен в «Зал славы Тоттенхэм Хотспур».